# Luotsikatu
Luotsikatu est une rue du quartier Katajanokka à Helsinki en Finlande.

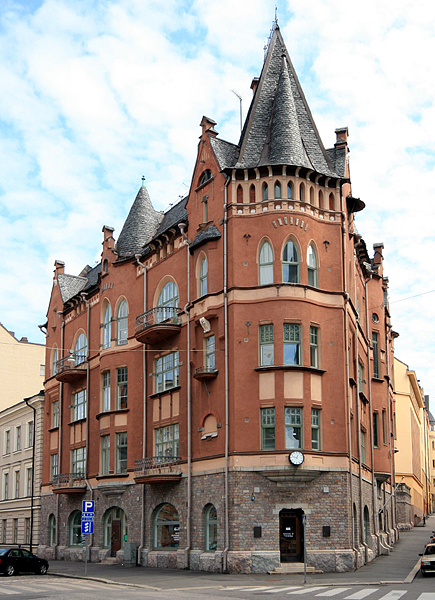
Luotsikatu 1

## Présentation
La rue Luotsikatu est orientée est-ouest. Elle s'étend actuellement sur îlots urbains de Satamakatu à Vyökatu. 
Dans le passé, elle s'étendait à son extrémité ouest en passant par le parc de Tove Jansson (anciennement Katajanokanpuisto) jusqu'à Kanavakatu, près de la cathédrale Uspenski, mais cette partie ouest a été transformée en sentier du parc. 
Les bâtiments qui bordent Luotsikatu ont été construits pour la plupart à la fin du XIXe siècle et au début du XXe siècle et sont de style Art Nouveau. 
Les architectes des bâtiments sont, entre-autres, Eliel Saarinen, Herman Gesellius et Armas Lindgren, qui ont conçu Luotsikatu 1 (Immeuble Tallberg) et 5 (Eol), et Selim A. Lindqvist, qui a conçu Luotsikatu 2 (Aeolus).
De nombreuses personnes considèrent Luotsikatu comme l'une des plus belles rues d'Helsinki.

## Constructions
| Adresse       | Année | Architectes                                     | Nom       |
| ------------- | ----- | ----------------------------------------------- | --------- |
| Luotsikatu 1  | 1898  | Gesellius-Lindgren-Saarinen                     | Tallberg  |
| Luotsikatu 1a | 1938  | David Frölander-Ulf                             |           |
| Luotsikatu 2  | 1903  | Selim A. Lindqvist                              | Aeolus    |
| Luotsikatu 3  | 1903  | Gustaf Estlander                                | Fridborg  |
| Luotsikatu 4  | 1906  | Gustaf Estlander                                |           |
| Luotsikatu 5  | 1903  | Gesellius-Lindgren-Saarinen                     | Eol       |
| Luotsikatu 6  | 1905  | Albert Nyberg                                   | Oihonna   |
| Luotsikatu 7  | 1898  | Bruno Ferdinand Granholm                        |           |
| Luotsikatu 8  | 1908  | F. Oskar Helenius                               | Bellona   |
| Luotsikatu 9  | 1903  | Bruno Ferdinand Granholm                        |           |
| Luotsikatu 10 | 1904  | Werner von Essen Kauno Kallio Emanuel Ikäläinen | Norma     |
| Luotsikatu 11 | 1904  | Vilho Lekman                                    | Högborg   |
| Luotsikatu 12 | 1911  | Vilho Penttilä                                  | Luotsiola |
| Luotsikatu 13 | 1904  | K.Th. Nyberg Bruno Ferdinand Granholm           | Klinten   |
| Luotsikatu 14 | 1911  | Kauno Kallio                                    |           |
| Luotsikatu 16 | 1911  | O.E. Koskinen                                   |           |
| Luotsikatu 18 | 1904  | Oscar Bomanson Bertel Jung                      | Koitto    |

## Galerie

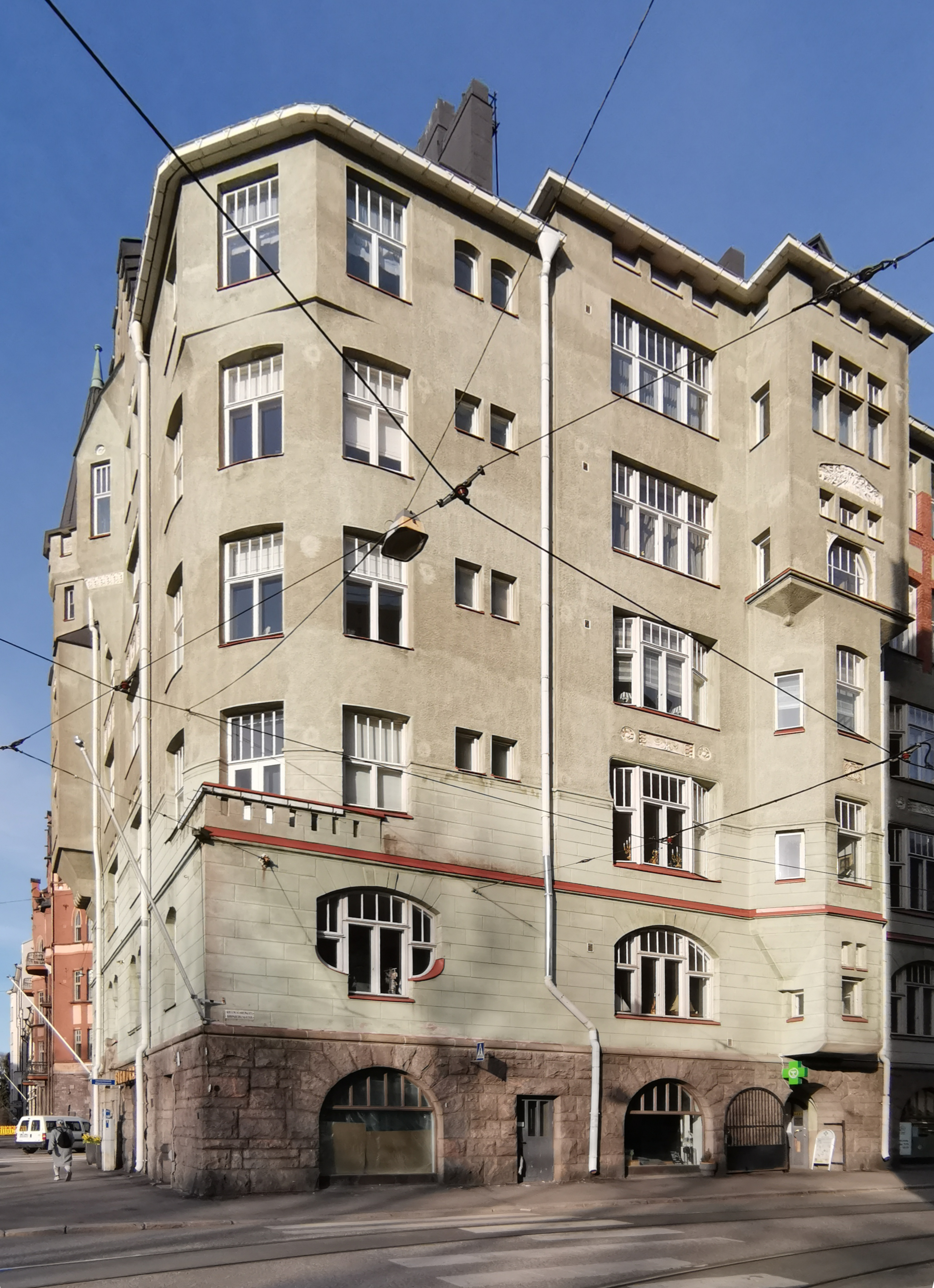
Luotsikatu 2.
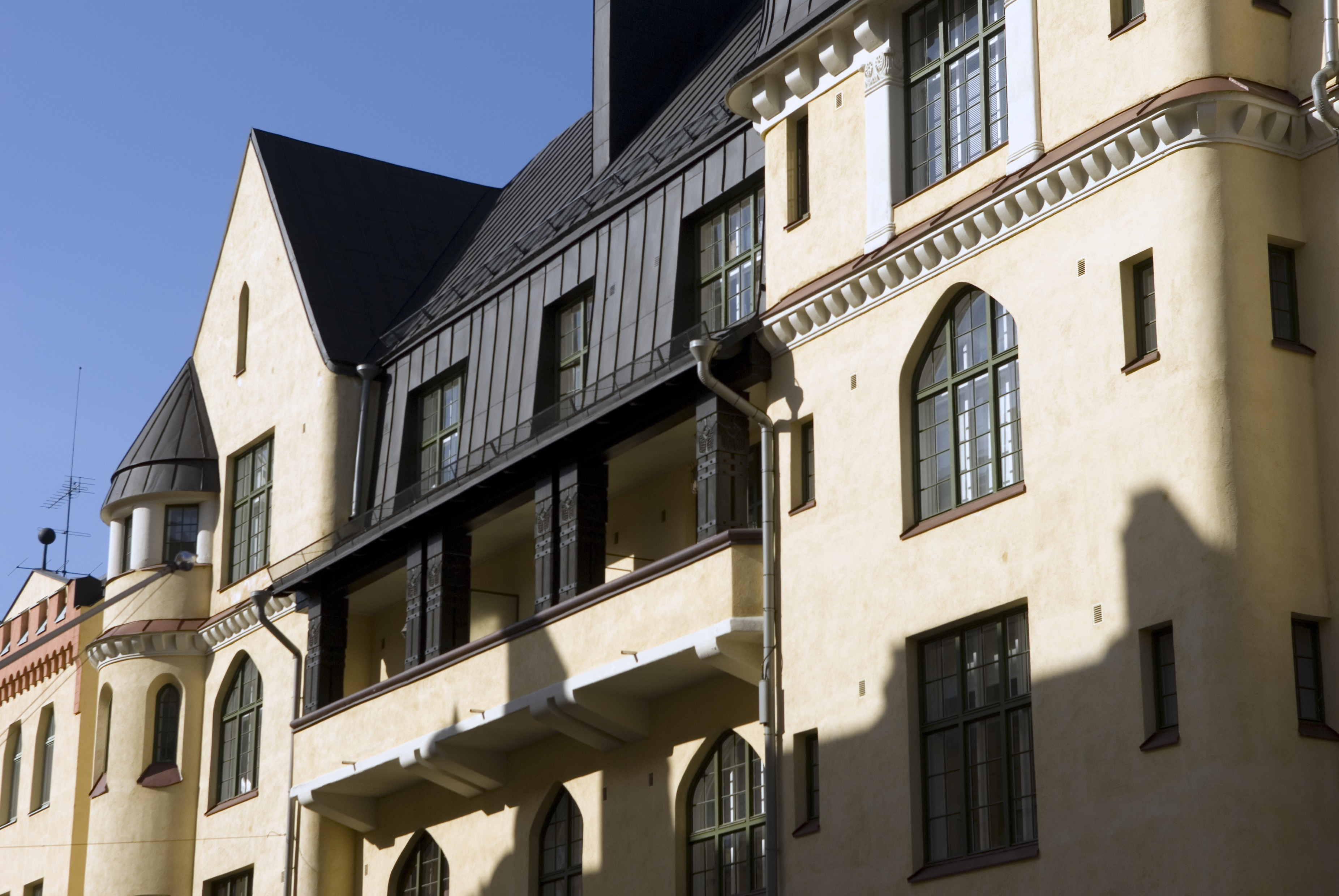
Luotsikatu 5.
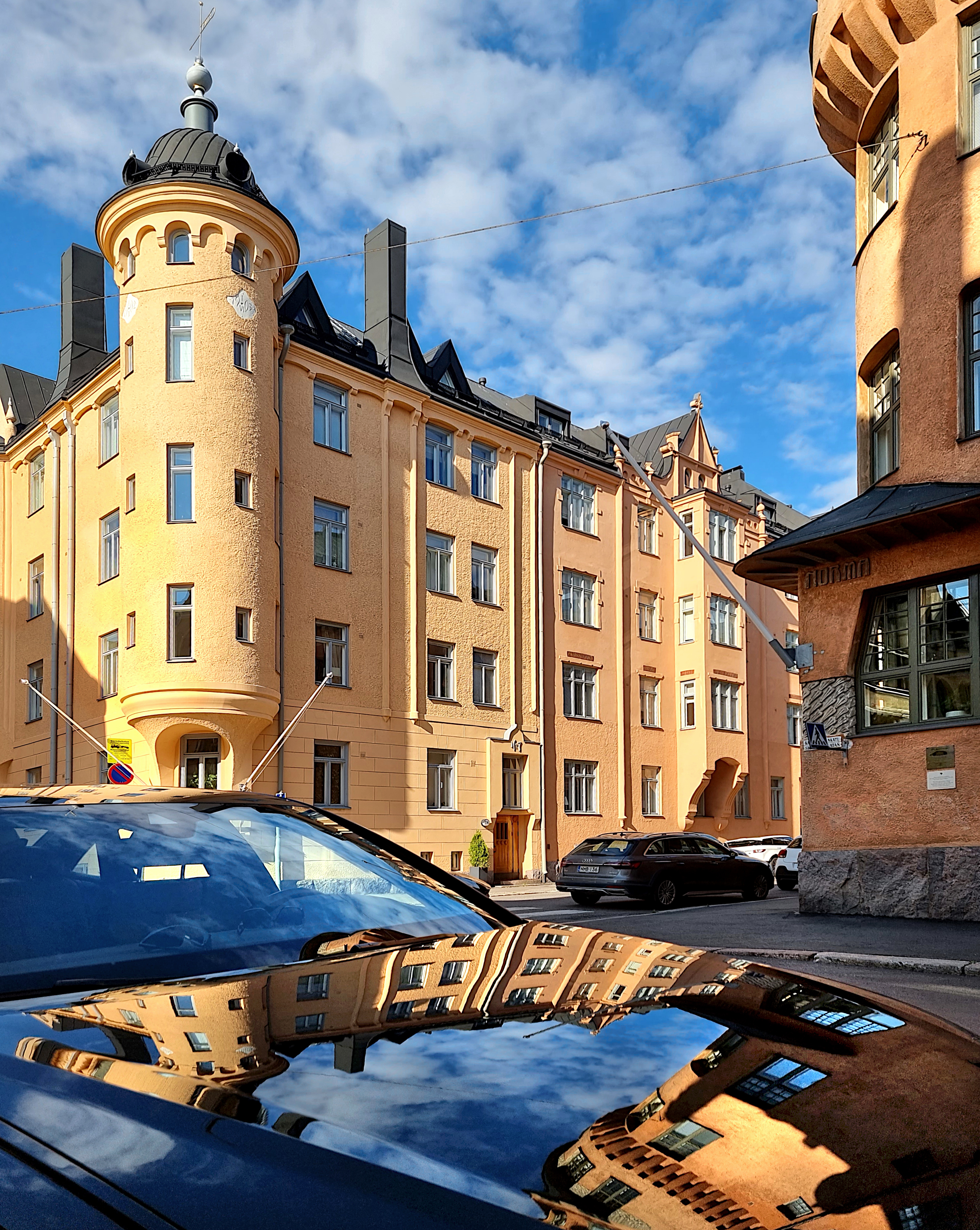
Luotsikatu 7.
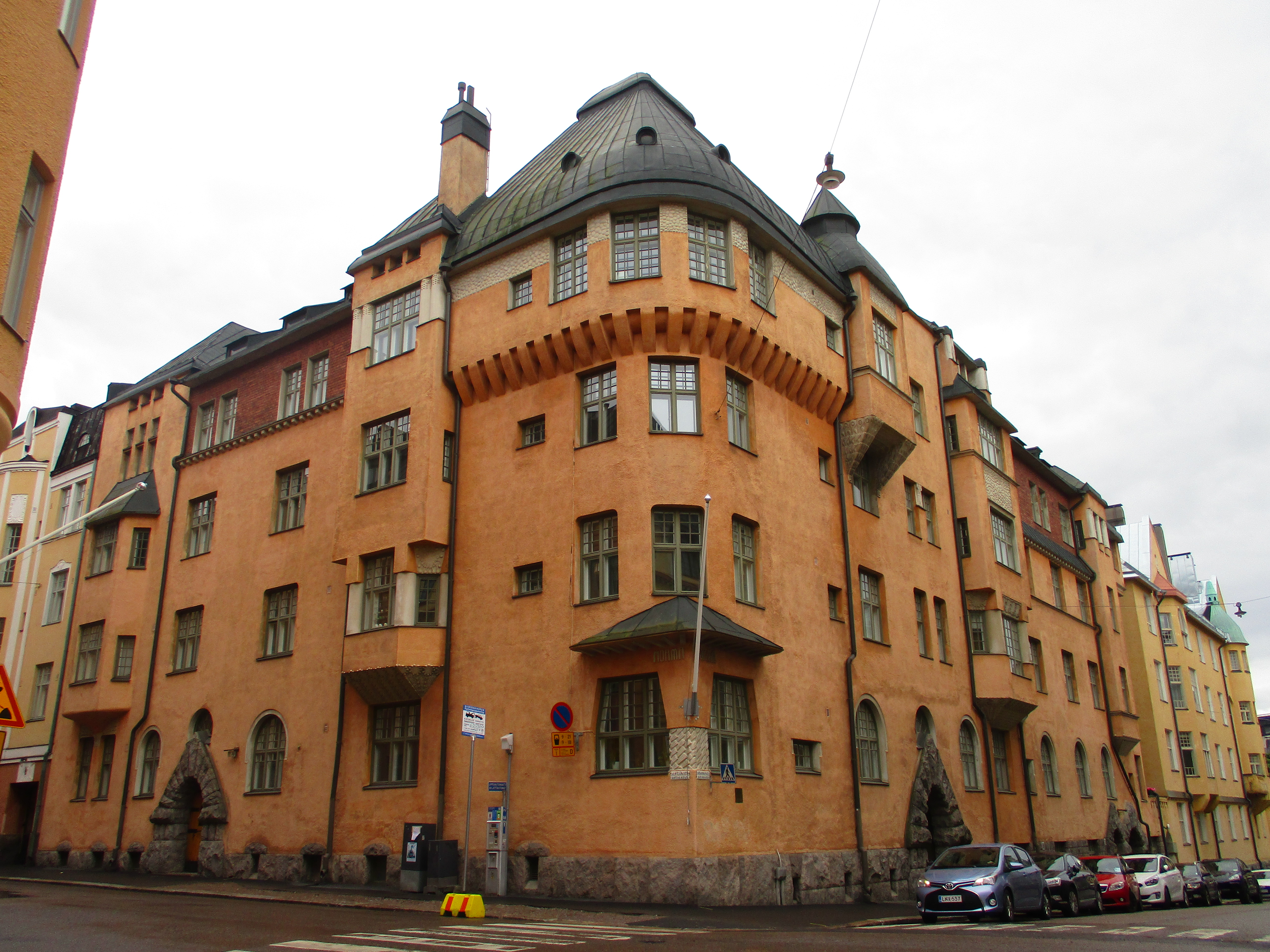
Luotsikatu 10.
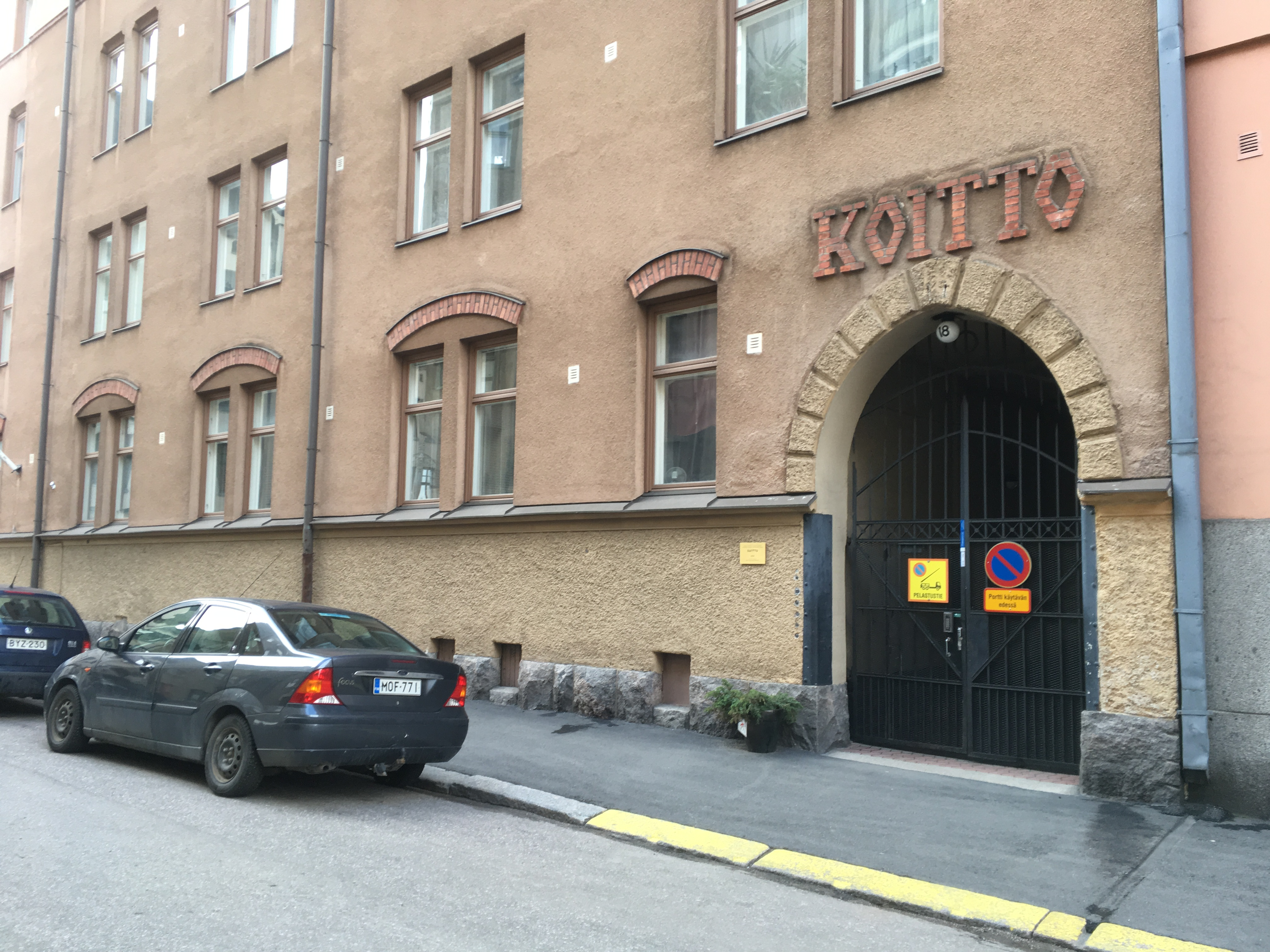
Luotsikatu 11.
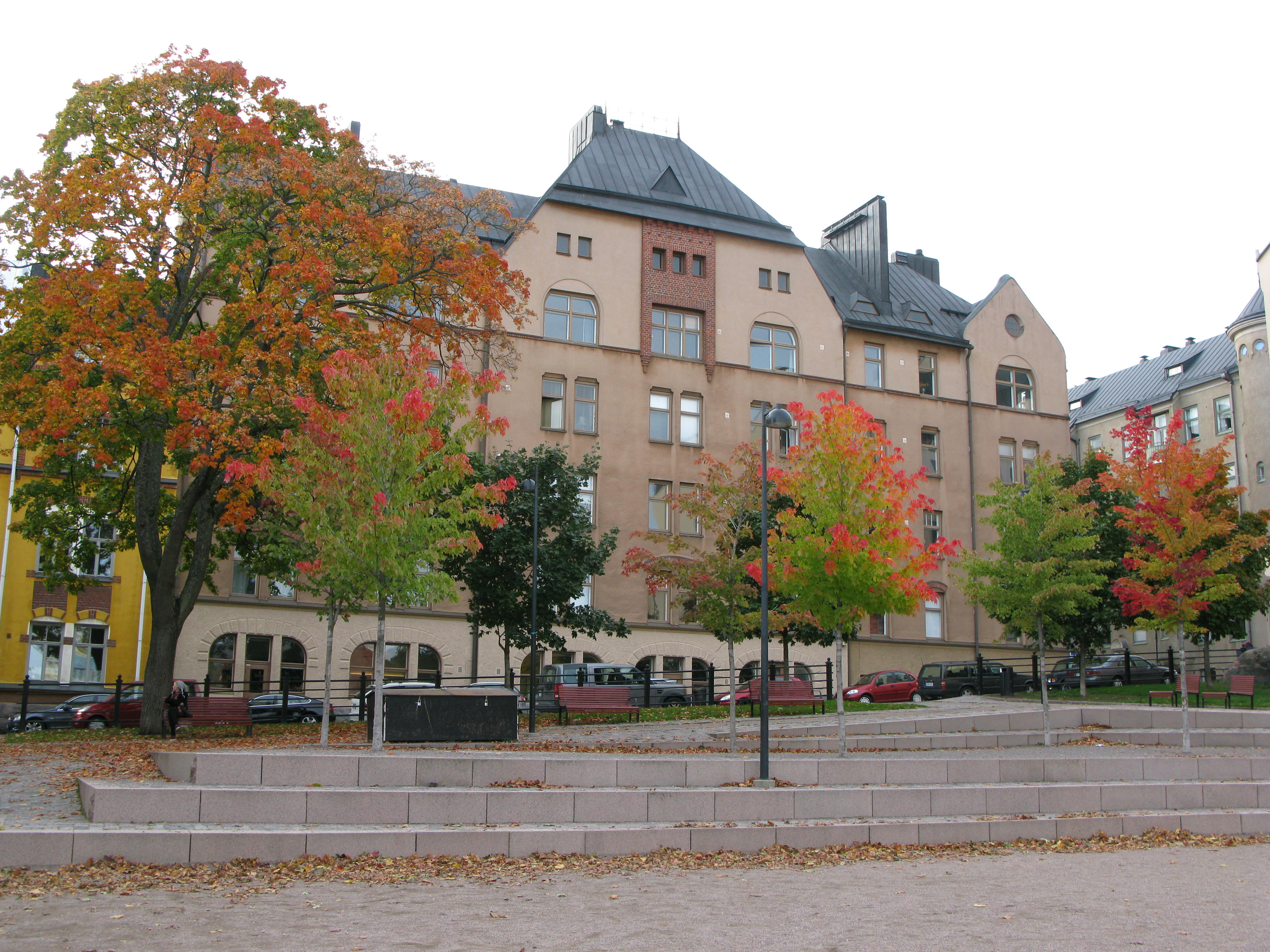
Luotsikatu 18.